# Конвой QP 11
Конвой QP 11 (англ. Convoy QP 11) — зворотній арктичний конвой транспортних і допоміжних суден у кількості 13 одиниць, який у супроводженні союзних кораблів ескорту здійснив перехід з північних портів Радянського Союзу після доставки туди свого вантажу до берегів Ісландії. 28 квітня 1942 року конвой вийшов з мурманського порту і попрямував до ісландських берегів.

## Історія конвою
Арктичний конвой QP 11 складався з 13 транспортних суден, переважно британських та американських, зокрема п'ять транспортних суден конвою PQ 13 змушені були повернутися, і тому приєдналися до QP 11. 28 квітня 1942 року конвой у супроводженні легкого крейсера «Единбург», есмінців «Амазон», «Бігль», «Беверлі», «Бульдог», «Форсайт» і «Форестер», корветів «Кампанула», «Оксліп», «Саксіфрейдж» і «Сноуфлейк» та озброєного траулера Lord Middleton, вийшов з мурманського порту. На переході між Норвегією та Ісландією транспортний конвой прикривали сили далекого прикриття, що складалася з лінійних кораблів «Дюк оф Йорк» і «Кінг Джордж V», авіаносця «Вікторіос», крейсерів та есмінців, хоча це угруповання Королівського флоту було надто далеко від конвою, щоб захистити в разі раптової атаки підводних човнів і повітряних атак. «Единбург» виконував не лише функції флагманського корабля ескорту, він також перевозив 20 мільйонів доларів золотом, частковий платіж Радянського Союзу США за отримані за програмою ленд-лізу товари.
29 квітня конвой був помічений німецьким літаком-розвідником Ju 88, а також німецькими підводними човнами. Через два дні після виходу з Мурманська конвой був одночасно атакований кількома підводними човнами. 30 квітня U-88 і U-436 здійснили невдалі атаки на конвой. Пізніше того ж дня, однак, U-456 випустив торпеди по «Единбургу» та здобув два влучення в англійський крейсер. Одна торпеда уразила передню котельню крейсера, а інша влучила в корму «Единбурга», знищивши його штурвал і два з чотирьох гвинтів. Корабель був сильно пошкоджений, але все ще на плаву. «Единбург» вийшов з конвою ту у супроводі «Форсайта» та «Форестера» попрямував назад до Мурманська. На допомогу Единбургу з Мурманська було направлено кілька кораблів, серед яких британські тральщики «Госсамер», «Харріер», «Гусар» і «Нігер», радянські есмінці «Гремящий» і «Сокрушительний», радянський сторожовий корабель «Рубін» і буксир.
Німецьке командування направило три есмінці групи «Арктика» (нім. Zerstörergruppe «Arktis»), Z7 «Герман Шоманн», Z24 і Z25 під командуванням капітана-цур-зее Альфреда Шульце-Гінрікса, атакувати QP 11, а потім потопити пошкоджений «Единбург». Удень 1 травня німецькі кораблі підійшли до конвою. Погода була холодною, а періодичний сніг і дощ обмежували видимість. Z7 «Герман Шоманн» відкрив вогонь о 14:05. Чотири британські есмінці вишукували бойовий порядок між німецькими кораблями та конвоєм і вступили в бій з ними з відстані близько 10 км. «Амазон» був двічі вражений і серйозно пошкоджений. О 14:30 німецький торпедний залп вразив і потопив радянське вантажне судно «Ціолковський». О 17:50 німецькі міноносці відійшли і розвернулися, щоб йти за «Единбургом».
О 06:17 2 травня група «Арктика» знайшла «Единбург» у 250 милях на схід від конвою. Крейсер рухався на швидкості лише два вузли. «Единбург» супроводжували «Форсайт», «Форестер», чотири британські тральщики та «Рубін» («Гремящий» і «Сокрушительний» через брак пального повернулись до Мурманська самостійно). Три німецькі есмінці вступили в бій з британськими кораблями. Через пошкодження, завдані U-456, «Единбург» не зміг маневрувати і міг лише рухатися колами. Сніговий дощ відокремив «Герман Шоманн» від інших німецьких ескадрених міноносців, тому він атакував британські кораблі наодинці. Системи прицілювання «Единбурга» були знищені торпедними ударами, але екіпажу «Единбурга» все одно вдалося вразити і покалічити «Герман Шоманн».
О 18:45 на місце бою прибули Z24 і Z25. Z25 вогнем уразив та вивів з ладу «Форестер», а потім сильно пошкодив «Форсайт». Потім о 18:52 торпедний залп одного з німецьких есмінців пройшов повз «Форсайт» і «Форестер». Одна з торпед цього залпу продовжила рух і влучила в «Единбург» посередині лівого боку, навпроти пробоїни, що зробила торпеда U-456. Незабаром після цього німецькі кораблі відступили, можливо тому, що вони переоцінили силу британських тральщиків. О 08:15 Z24 врятував більшу частину екіпажу «Германа Шоманна», а потім затопив пошкоджений есмінець. Пізніше U-88 врятував інших вцілілих «Германа Шоманна», які плавали на рятувальних плотах. Тим часом тральщики «Харрієр» і «Госсамер» вивезли вцілілих з «Единбурга», який пізніше був потоплений торпедою «Форсайта».
Останню частину плавання конвою QP 11 позначився безуспішними атаками на конвой підводних човнів U-589 і U-251. Дванадцять торгових суден, що залишилися, прибули до Ісландії 7 травня.

## Кораблі та судна конвою QP 11

### Транспортні судна
Позначення
| Назва                 | Прапор          | Тоннаж (GRT) | Прим.                                            |
| --------------------- | --------------- | ------------ | ------------------------------------------------ |
| Atheltemplar (1930)   | Велика Британія | 8 992        |                                                  |
| Ballot (1922)         | Панама          | 6 131        |                                                  |
| Briarwood (1930)      | Велика Британія | 4 019        | судно комодора конвою                            |
| Dan-Y-Bryn (1940)     | Велика Британія | 5 117        | судно віце-комодора конвою                       |
| Dunboyne (1919)       | США             | 3 515        |                                                  |
| El Estero (1920)      | Панама          | 4 219        |                                                  |
| Eldena (1919)         | США             | 6 900        |                                                  |
| Gallant Fox (1918)    | Панама          | 5 473        |                                                  |
| Mormacmar (1920)      | США             | 5 453        |                                                  |
| Stone Street (1922)   | Панама          | 6 131        |                                                  |
| Trehata (1928)        | Велика Британія | 4 817        |                                                  |
| «Ціолковський» (1935) | СРСР            | 2 847        | 1 травня потоплений торпедою німецького ПЧ U-589 |
| West Cheswald (1919)  | США             | 5 711        |                                                  |

### Кораблі ескорту
| Ближній ескорт (Східна група)  |                                         |                                        |                                                     |
| «Сокрушительний»               | Військово-морський флот СРСР            | ескадрений міноносець типу 7           | 28-29 квітня Північний флот ВМФ СРСР                |
| «Куйбишев»                     | Військово-морський флот СРСР            | Ескадрений міноносець типу «Новик»     | 28-29 квітня Північний флот ВМФ СРСР                |
| «Госсамер»                     | Військово-морські сили Великої Британії | тральщик типу «Гальсіон»               | 28-29 квітня                                        |
| «Харрієр»                      | Військово-морські сили Великої Британії | тральщик типу «Гальсіон»               | 28-29 квітня                                        |
| «Гусар»                        | Військово-морські сили Великої Британії | тральщик типу «Гальсіон»               | 28-29 квітня                                        |
| «Найджер»                      | Військово-морські сили Великої Британії | тральщик типу «Гальсіон»               | 18-19 квітня                                        |
| З Мурманська до Ісландії       |                                         |                                        |                                                     |
| «Амазон»                       | Військово-морські сили Великої Британії | ескадрений міноносець типу «Амазон»    | 28 квітня-7 травня                                  |
| «Бігль»                        | Військово-морські сили Великої Британії | ескадрений міноносець типу «B»         | 28 квітня-7 травня                                  |
| «Беверлі»                      | Військово-морські сили Великої Британії | ескадрений міноносець типу «Таун»      | 28 квітня-7 травня                                  |
| «Бульдог»                      | Військово-морські сили Великої Британії | ескадрений міноносець типу «B»         | 28 квітня-7 травня                                  |
| «Кампанула»                    | Військово-морські сили Великої Британії | корвет типу «Флавер»                   | 28 квітня-7 травня                                  |
| «Оксліп»                       | Військово-морські сили Великої Британії | корвет типу «Флавер»                   | 28 квітня-7 травня                                  |
| «Саксіфрейдж»                  | Військово-морські сили Великої Британії | корвет типу «Флавер»                   | 28 квітня-7 травня                                  |
| «Сноуфлейк»                    | Військово-морські сили Великої Британії | корвет типу «Флавер»                   | 28 квітня-7 травня                                  |
| HMT Lord Middleton (FY219)     | Військово-морські сили Великої Британії | протичовновий траулер                  | 28 квітня-7 травня                                  |
| «Форсайт»                      | Військово-морські сили Великої Британії | ескадрений міноносець типу «F»         | 28-30 квітня                                        |
| «Форестер»                     | Військово-морські сили Великої Британії | ескадрений міноносець типу «F»         | 28-30 квітня                                        |
| «Единбург»                     | Військово-морські сили Великої Британії | легкий крейсер типу «Таун» (1936)      | 30 квітня-2 травня; потоплений німецькими кораблями |
| Сили далекого прикриття конвою |                                         |                                        |                                                     |
| «Кінг Джордж V»                | Військово-морські сили Великої Британії | лінійний корабель типу «Кінг Джордж V» | 28 квітня-7 травня                                  |
| «Дюк оф Йорк»                  | Військово-морські сили Великої Британії | лінійний корабель типу «Кінг Джордж V» | 28 квітня-7 травня                                  |
| «Вікторіос»                    | Військово-морські сили Великої Британії | авіаносець типу «Іластріас»            | 28 квітня-7 травня                                  |
| «Кеніа»                        | Військово-морські сили Великої Британії | легкий крейсер типу «Коронна колонія»  | 28 квітня-7 травня                                  |
| «Біве»                         | Військово-морські сили Великої Британії | ескортний міноносець типу «Хант»       | 28 квітня-7 травня                                  |
| «Ескапейд»                     | Військово-морські сили Великої Британії | ескадрений міноносець типу «E»         | 28 квітня-7 травня                                  |
| «Фокнор»                       | Військово-морські сили Великої Британії | лідер ескадрених міноносців типу «F»   | 28 квітня-7 травня                                  |
| «Гарслі»                       | Військово-морські сили Великої Британії | ескортний міноносець типу «Хант»       | 28 квітня-7 травня                                  |
| «Інглефілд»                    | Військово-морські сили Великої Британії | ескадрений міноносець типу «I»         | 28 квітня — 7 травня                                |
| «Ламертон»                     | Військово-морські сили Великої Британії | ескортний міноносець типу «Хант»       | 28 квітня — 7 травня                                |
| «Марна»                        | Військово-морські сили Великої Британії | ескадрений міноносець типу «M»         | 28 квітня — 7 травня                                |
| «Мартін»                       | Військово-морські сили Великої Британії | ескадрений міноносець типу «M»         | 28 квітня — 7 травня                                |
| «Міддлтон»                     | Військово-морські сили Великої Британії | ескортний міноносець типу «Хант»       | 28 квітня — 7 травня                                |
| «Орібі»                        | Військово-морські сили Великої Британії | ескадрений міноносець типу «O»         | 28 квітня — 7 травня                                |